# Austrofusus
Austrofusus is een geslacht van weekdieren uit de klasse van de Gastropoda (slakken).

## Soorten
- Austrofusus acuticostatus (Suter, 1917) †
- Austrofusus affiliatus Finlay, 1926 †
- Austrofusus allani L. C. King, 1934 †
- Austrofusus alpha Finlay, 1926 †
- Austrofusus apudalpha Finlay, 1926 †
- Austrofusus beta Finlay, 1926 †
- Austrofusus bicarinatus (Suter, 1917) †
- Austrofusus chathamensis Finlay, 1928
- Austrofusus claviculus L. C. King, 1933 †
- Austrofusus cliftonensis (Marwick, 1926) †
- Austrofusus coerulescens (Finlay, 1930) †
- Austrofusus conoideus (Zittel, 1865) †
- Austrofusus cottoni L. C. King, 1933 †
- Austrofusus demissus Marwick, 1931 †
- Austrofusus flexuosus (P. Marshall, 1918) †
- Austrofusus fontainei (d'Orbigny, 1841)
- Austrofusus gamma Finlay, 1926 †
- Austrofusus glans (Röding, 1798)
- Austrofusus latecostatus (Suter, 1917) †
- Austrofusus magnificus Finlay, 1926 †
- Austrofusus marshalli L. C. King, 1933 †
- Austrofusus marwicki L. C. King, 1933 †
- Austrofusus ngatuturaensis Bartrum & Powell, 1928 †
- Austrofusus oneroaensis Powell & Bartrum, 1929 †
- Austrofusus pagoda (Finlay, 1924) †
- Austrofusus pliocenicus (Powell, 1931) †
- Austrofusus precursor Finlay, 1926 †
- Austrofusus separabilis Maxwell, 1992 †
- Austrofusus solitarius Dell, 1950 †
- Austrofusus spiniferus (Finlay & McDowall, 1923) †
- Austrofusus taitae (Marwick, 1924) †
- Austrofusus valedictus L. C. King, 1935 †
- Austrofusus zitteli (Suter, 1914) †